# Brasão de armas da Bélgica
O brasão da Bélgica contém um par de leões (conhecidos como Leão Belga, ou Leo belgicus), que são os símbolos da nação. Ao centro encontra-se um escudo que contém o tradicional símbolo do leão. O leão é dourado, lampassado e armado de vermelho, sobre um fundo preto. O brasão consiste de um manto, que representa a monarquia, dentro do qual estão os leões descritos acima e um listel com o lema nacional. O lema nacional é ou L'union fait la force (francês) ou Eendracht maakt macht (holandês), o que significa A união faz a força.
Cada leão segura uma bandeira da Bélgica, ao passo que as bandeiras das províncias do país se erguem por trás do manto real. O topo do brasão contém uma coroa real.